# José Luis Mollaghan
José Luis Mollaghan (ur. 2 maja 1946 w Buenos Aires, zm. 7 czerwca 2025 tamże) – argentyński duchowny katolicki, arcybiskup Rosario w latach 2005–2014, urzędnik Kurii Rzymskiej.

## Życiorys
Ukończył studia filozoficzno-teologiczne w seminarium Villa Devoto w Buenos Aires. Święcenia kapłańskie otrzymał 19 marca 1971 i został inkardynowany do archidiecezji Buenos Aires. Był m.in. członkiem Rady Kapłańskiej, Kolegium Konsultorów oraz Rady Ekonomicznej archidiecezji, a także asesorem sekcji młodzieżowej Akcji Katolickiej i sędzią krajowego Trybunału Kościelnego.

### Episkopat
22 lipca 1993 papież Jan Paweł II mianował go biskupem pomocniczym archidiecezji Buenos Aires, ze stolicą tytularną Theuzi. Sakry biskupiej udzielił mu 2 października 1993 ówczesny arcybiskup Buenos Aires - kard. Antonio Quarracino.
17 maja 2000 został mianowany biskupem diecezji San Miguel.
22 grudnia 2005 Benedykt XVI mianował go arcybiskupem metropolitą Rosario.
19 maja 2014 papież Franciszek ustanowił go przewodniczącym komisji odwoławczej badającą rekursy duchownych w sprawach najpoważniejszych przestępstw (tzw. delicta graviora). Jednocześnie został członkiem Kongregacji Nauki Wiary.